# Graphium ebertorum
Graphium ebertorum is een vlinder uit de familie van de pages (Papilionidae). Deze soort is lang bekend geweest als Graphium megaera, gebaseerd op Papilio megaera Staudinger, 1888. Die laatste naam was echter een junior homoniem van Papilio megaera Linnaeus, 1767 (Satyrinae; door Linnaeus zelf gespeld als "megera") en dus niet beschikbaar. In 1983 publiceerde Kocak daarom het nomen novum ebertorum voor deze soort.